# Ichibyōgoto ni Love for You
Ichibyōgoto ni Love for You (一秒ごとに Love for you) è un singolo della cantante giapponese Mai Kuraki, pubblicato nel 2008 ed estratto dall'album Touch Me!.

## Tracce
1. Ichibyōgoto ni Love for You (一秒ごとに Love for you) – 4:00
2. Zutto... (ずっと...) – 4:13
3. Ichibyōgoto ni Love for You (Instrumental) – 4:00
4. Zutto... (Instrumental) – 4:11